# Gobernación de Bracamoros
La gobernación de Bracamoros, o Tenencia de Bracamoros, fue una antigua división de la Real Audiencia de Quito hasta su independencia en 1821. Se encontraba en la región Amazónica y fue junto a la gobernación de Quijos, gobierno de Maynas y la gobernación de Yahuarzongo una de las tres en las que se dividió este territorio.

## Historia
Inicialmente Jaén de Bracamoros perteneció a la Real Audiencia de Quito y el Virreinato de Nueva Granada bajo el mando del gobernador Juan Miguel Melo. El gobernador de Jaén fugó antes la noticia de que una fuerza armada de patriotas chotanos venía a Jaén. Juan Antonio Checa fue elegido nuevo gobernador de Jaén el 8 de mayo de 1821 por el cabildo de Jaén. Por influencia de su gobernador Juan Antonio Checa, vino a proclamar la independencia de la ciudad de Jaén de Bracamoros, la cual fue ratificada el 4 de junio de 1821. Después fue ocupado por las tropas patrióticas del Perú. El presidente de la Gran Colombia protesto la ocupación y declaró que Jaén de Bracamoros formaba una de las Provincias del Departamento de Azuay bajo la Gran Colombia. 
El 3 de julio de 1828 estalló una guerra entre la República Peruana y la Gran Colombia, compuesta en esa época por los territorios de Cundinamarca (Colombia), Ecuador, Panamá y Venezuela. El presidente grancolombiano, Simón Bolívar, después de diversos incidentes diplomáticos, en los que ambas partes se ofendieron mutuamente, declaró la guerra. El objetivo expreso de la Gran Colombia era obligar a Perú a que le entregara los territorios de Tumbes, Jaén y Maynas, que consideraba suyos, y que habían sido ocupadas por las tropas peruanas en el curso de la guerra de la independencia. A lo cual el Perú repuso que dichas provincias habían decidido voluntariamente ser parte de su territorio, bajo el principio de la libre determinación de los pueblos.
Perú decidió invadir la Gran Colombia pero en la Batalla del Portete de Tarqui (27 de febrero de 1829 las tropas del Perú fueron derrotadas y celebrándose el Convenio de Girón la guerra terminó. Ante la insistente petición de Bolívar, se pudo concertar el Tratado de Guayaquil (también llamado Tratado Larrea-Gual), el 22 de septiembre de 1829, y de inmediato las partes designaron sus representantes. Por Colombia intervino su ministro plenipotenciario Pedro Gual y por Perú actuó su ministro plenipotenciario José de Larrea y Loredo.
Los comisionados colombianos designados para la demarcación de límites fueron Eugenio Tamariz y Agustín Gómez. Con fecha del 10 de octubre de 1829, Bolívar les dio las siguientes instrucciones:

"Siendo el objeto de la Comisión de límites recorrer, fijar y ratificar la línea divisoria... conforme a las bases del artículo 5... deberían comenzar desde río Tumbes... Continuará la operación entre las provincias de Jaén y Mainas, para lo que servirá de gobierno que la Gran Colombia desea recuperar todos los territorios desde el río Tumbes hasta donde entre el río Marañón en el territorio de la Provincia de Jaén. Las aguas de dicho río Marañón serán los términos divisorios de ambas Repúblicas; bien entendido que no se debe ceder nada de esta parte del Marañón que antes pertenecía a la Presidencia de Quito y Virreinato de Nueva Granada, ni reclamar nada del otro lado del Marañón, por ser este río el límite natural entre ambas Repúblicas. Deberá, por consiguiente, incorporarse en el territorio de la Gran Colombia todo el que se encuentre en este lado del río Marañón, aunque se suscite la disputa de estar en poder del Perú, además de ser territorio de la Provincia de Jaén, que es de la Gran Colombia, éste ceda el territorio que está al otro lado de la ribera opuesta. Como la Provincia de Jaén se extiende hasta el otro lado del río Marañón, y la Gran Colombia cede la parte de dicha Provincia opuesta a la ciudad de Jaén y separada por el río Marañón se tendrá entendido que el punto de coincidencia que forma la línea divisoria entre el territorio peruano y entre la Provincia de Jaén y el río Marañón al entrar en el territorio de esta última Provincia, será el punto más meridional en estos límites, y allí se fijarán, de una manera muy ostensible, las señales adaptadas para la fijación de límites divisorios."

El encuentro entre los delegados de la Comisión Delimitadora bipartita no llegó a producirse. Cuando los delegados colombianos llegaron a Tumbes en diciembre de 1829 no hallaron a sus pares peruanos y, ante el inicio de la estación de lluvias, decidieron postergar los trabajos. En abril de 1830 fueron nombrados los delegados peruanos José Félix Castro y Modesto de la Vega. Al llegar estos a Tumbes, ya se habían retirado los colombianos. Poco después, ocurrió la disolución de la Gran Colombia.
Jaén de Bracamoros correspondía a parte de lo que hoy es la provincia de Zamora Chinchipe en Ecuador, la parte norte del Departamento de Cajamarca y la parte occidental del Departamento de Amazonas, en el Perú.